# Мирчешти (жудец Яссы)
Мирчешти рум. Mircești — село на северо-востоке Румынии, в жудеце Яссы, главный населенный пункт одноимённой коммуны.

## География
Расположено примерно в 67 км к западу от города Яссы, на правом берегу реки Сирет (приток Дуная).

## Население
Согласно данным переписи 2011 года население села составляет 1614 человек.

## Известные жители
- В селе провел последние годы жизни Василе Александри, молдавский писатель, драматург, поэт и публицист.

## Достопримечательности
- Дом-музей Василе Александри (построен в 1867)
- Мавзолей Василе Александри (построен в 1925—1927)
- Церковь Святой Девы Марии (1875) в селе Югань (второе село коммуны Мирчешть)
- Церковь Святого Воеводы (1809)
- Природный заказник «Лунка Мирчешть»